# Bilora

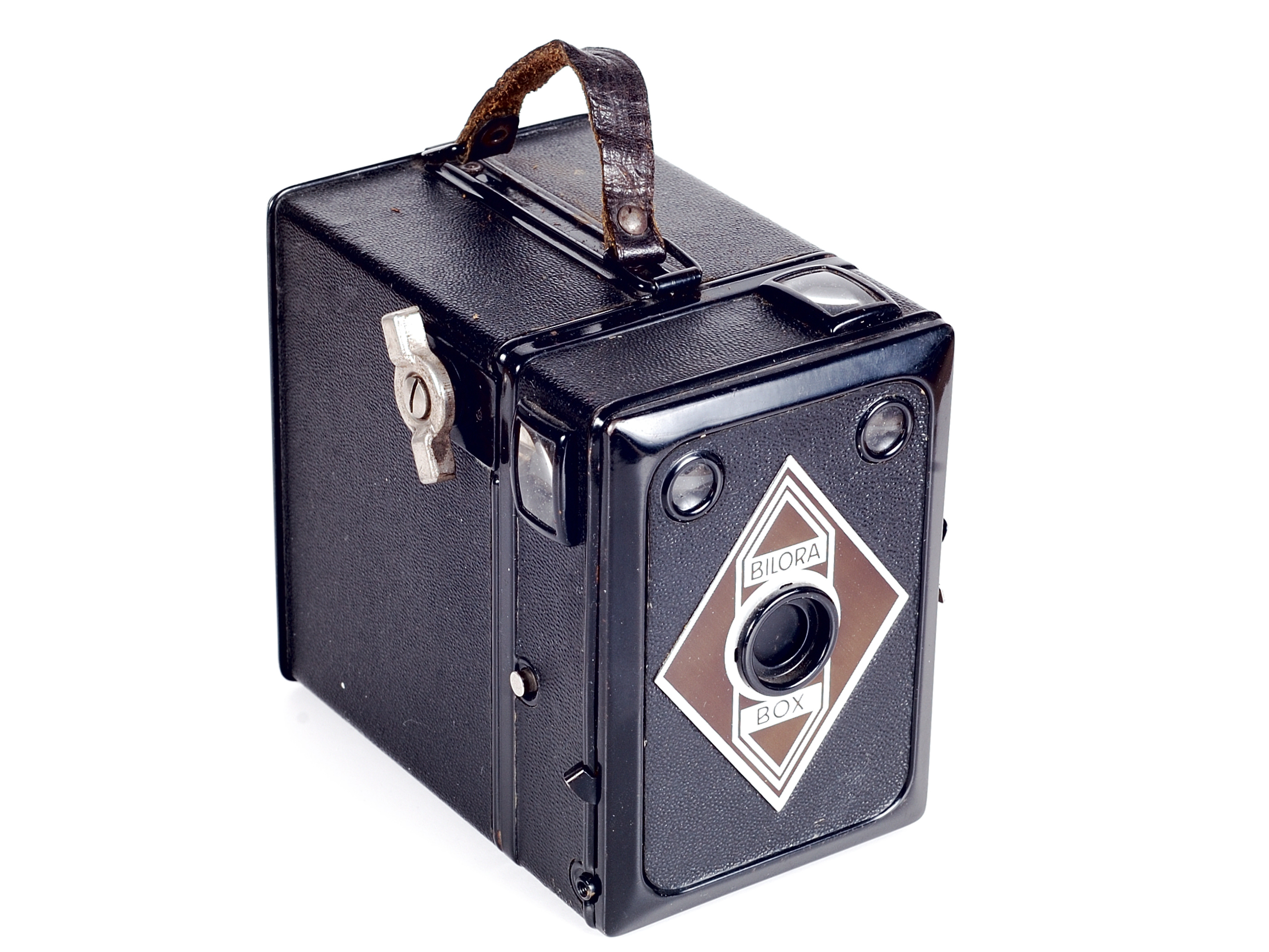
Boxcamera Bilora Box

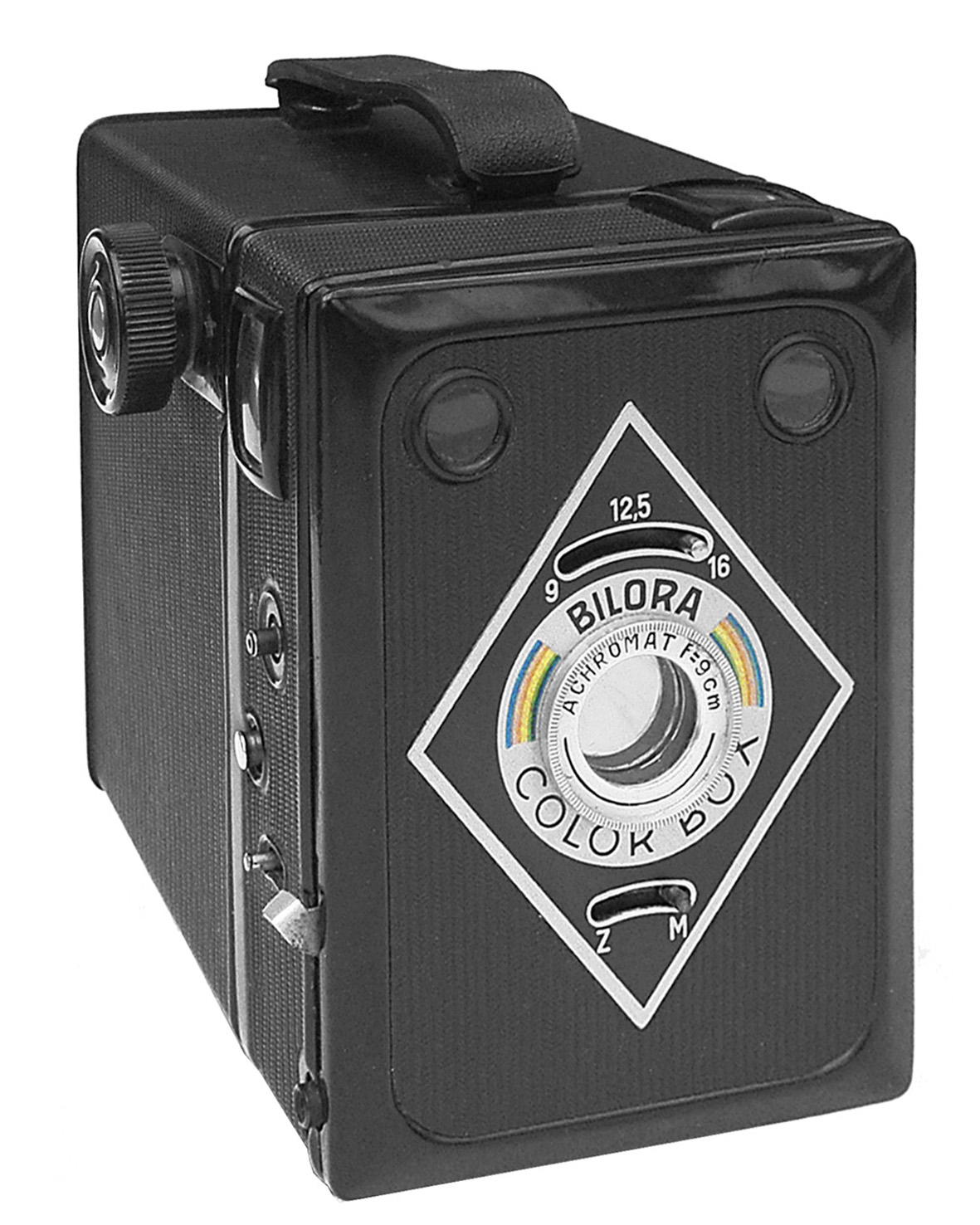
Boxcamera Bilora Color box, geproduceerd van 1949-1953

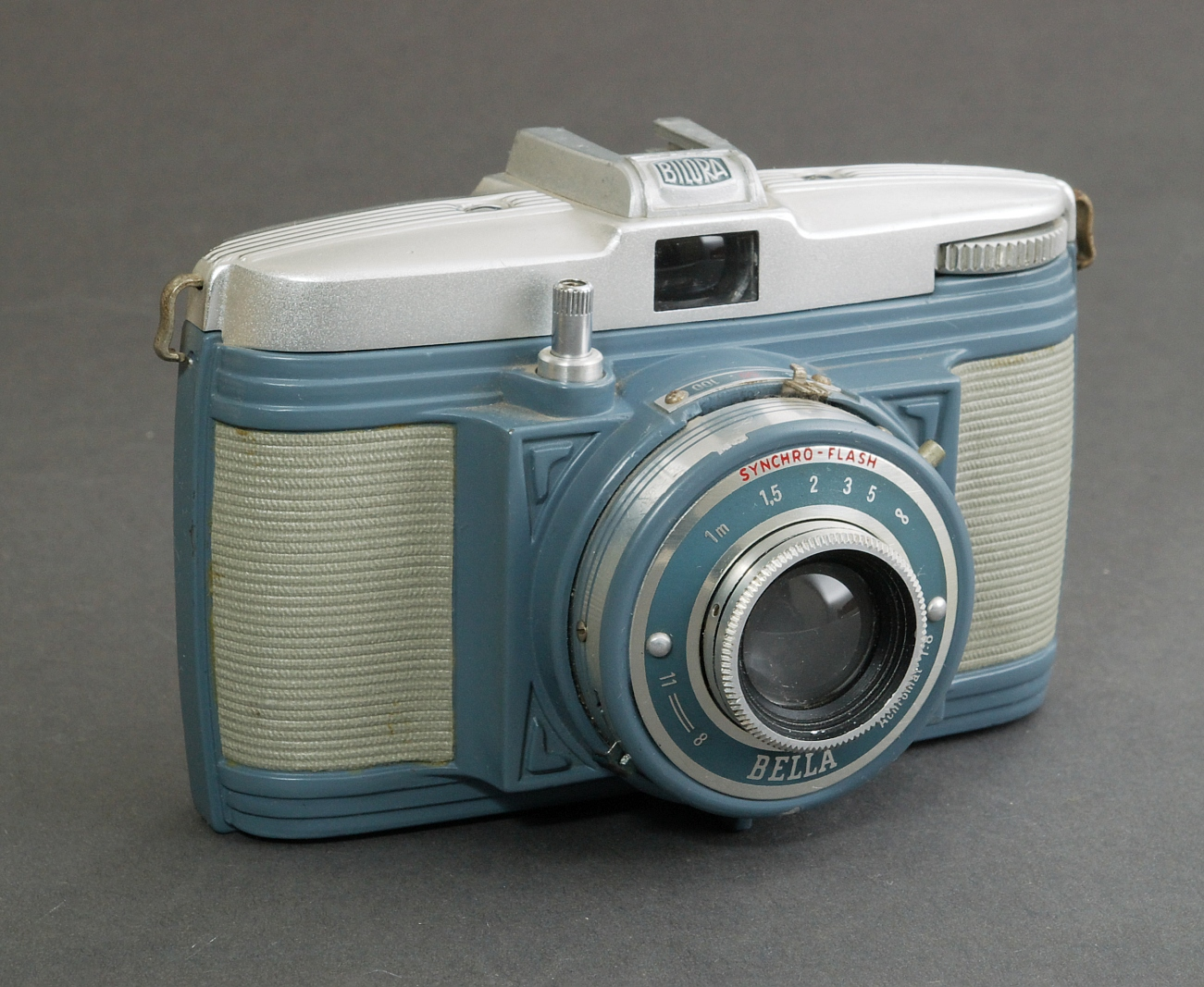
Bilora Bella, ± 1955

BILORA is de merknaam van de in 1909 opgerichte firma Kürbi & Niggeloh uit het Duitse Radevormwald.
Het merk is voornamelijk bekend van camera's en statieven.

## Geschiedenis
Op 1 februari 1909 werd in Duitsland de metaalwarenfabriek Kürbi & Niggeloh opgericht door Wilhelm Kürbi & Carl Niggeloh. In de fabriek werden onder meer muziekstandaards, lampenstandaards, fietsonderdelen en statieven (zoals de Biloret en Stabilo) gefabriceerd. Twee jaar later verhuisde de fabriek vanwege ruimtegebrek naar Radevormwald. Later ging BILORA zich meer specialiseren op gebied van statieven en werden ook camera's gemaakt.
Tussen 1935 en 1975 werden veel camera's gemaakt, zoals de Box-serie (waaronder de Gevabox van Gevaert, later Agfa-Gevaert), de Boy-camera's, diverse Bella-modellen (waaronder ook de Geva 66 van Gevaert), Bilomatic camera's (ook uitgebracht als de Zeiss Ikon Ikomatic, Yashica Minipak, en Revue-matic) en de minder bekende Bellina, Bonita en Radix. Sinds de jaren 60 werden er ook kunststof (camera)accessoires gefabriceerd, wat toen vrij bijzonder was.

## De splitsing
In 1994 werd het bedrijf gesplitst in de kunststoffabriek "Kürbi & Niggeloh Bilora GmbH" onder leiding van Joachim Lotz en Manfred Neumann, en de foto-groothandel "Kürbi - Otto Tonnes GmbH" onder leiding van Kurt Eduard Kürbi & Ernst Hartmut Reck.
Beide bedrijven waren tot en met 2014 gevestigd in Radevormwald en gebruiken hetzelfde logo. De kunststoffabriek (Kürbi & Niggeloh Bilora GmbH) ontwikkelt en maakt (machine)onderdelen. De fotogroothandel (Kürbi - Otto Tonnes GmbH) ontwikkelt producten en laat deze produceren onder de merknaam BILORA.
De foto-tak heet sinds 2013 niet langer Kürbi - Otto Tonnes GmbH, maar Bilora GmbH. Het management is overgenomen door Carsten Reck (de zoon van Hartmut Reck) en per 1 april 2014 is het bedrijf gevestigd in Remscheid.

## Faillissement
In oktober 2019 moest de foto-tak van Bilora uitstel van betaling aanvragen. Dat luidde het einde in van het bedrijf. Sinds januari 2020 bestaat het bedrijf niet meer.

## Het merk BILORA
De producten van BILORA zijn naast statieven ook tassen, rugzakken en koffers, afstandsbedieningen (voor camera's), batterijen en laders, (ring)flitsers, verrekijkers, kaartlezers, filters, en bescherming voor lcd en geheugenkaarten.